# Euphorbia maritae
Euphorbia maritae là một loài thực vật có hoa trong họ Đại kích. Loài này được Rauh mô tả khoa học đầu tiên năm 1999.

## Hình ảnh

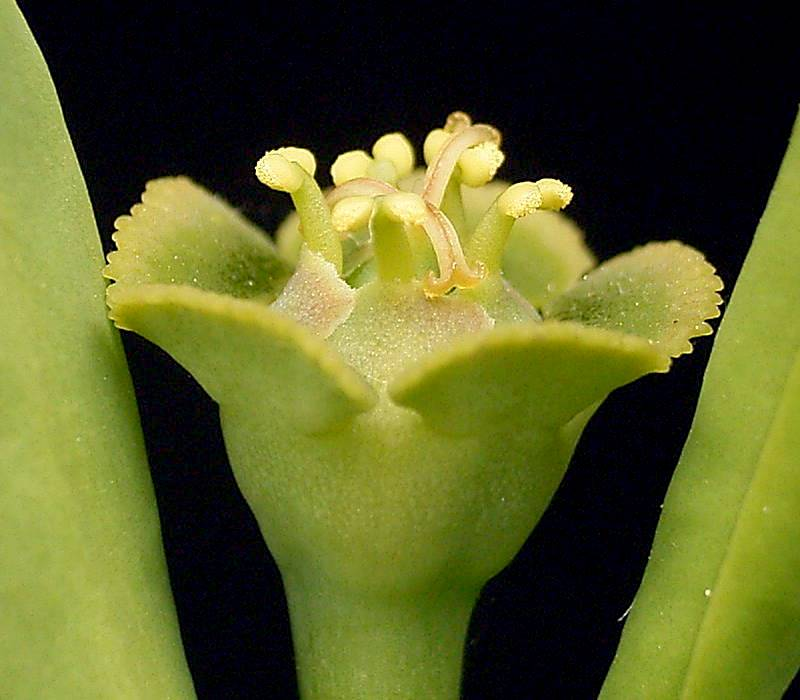
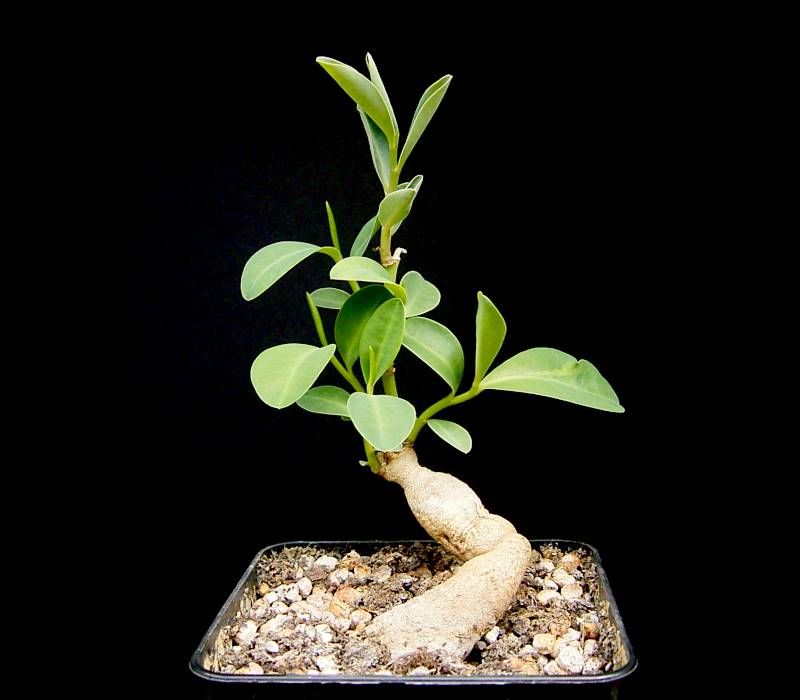